# Diocèse de Lafayette-en-Indiana
Le diocèse de Lafayette-en-Indiana (en latin : Dioecesis Lafayettensis in Indiana ; en anglais : Diocese of Lafayette in Indiana) est un territoire ecclésiastique de l'Église catholique romaine aux États-Unis dont le siège est à la cathédrale Sainte-Marie-de-l'Immaculée-Conception à Lafayette dans l'État de l'Indiana. Son sixième et actuel évêque est Mgr Timothy Doherty (né en 1950), depuis le 12 mai 2010.
Le diocèse est suffragant de l'archidiocèse d'Indianapolis.

## Historique
Le diocèse a été formé le 21 octobre 1944, sous le pontificat de Pie XII, recevant snn territoire du diocèse de Fort Wayne. Il y avait alors cinquante-quatre paroisses pour 31 700 fidèles.
L'histoire de l'Église en Indiana commence à la fin du XVIIe siècle et au début du XVIIIe siècle avec des trappeurs français qui pénètrent la région pour commercer avec les Indiens et établissent des postes qui deviennent de petits villages avec des missionnaires, souvent jésuites. Lorsque les Français perdent la guerre contre les Anglais, la région passe sous domination anglaise en 1763, puis une quinzaine d'années plus tard, fait allégeance aux États-Unis. La population francophone est encadrée par des prêtres français ou canadiens français, puis à partir des années 1830-1850 une nouvelle population anglophone et germanophone commence à s'établir également. Le diocèse de Vincennes est érigé en 1834 avec son siège à la cathédrale Saint-François-Xavier, église construite en 1826. Les quatre premiers évêques, jusqu'en 1877, seront tous français, le dernier, Mgr de Saint-Palais, marquant les générations de catholiques. 
Des missionnaires marquent également l'histoire de l'Église à cette époque, comme Mère Théodore Guérin (1798-1856), sainte fondatrice bretonne des Sœurs de la Providence de Sainte-Marie-de-la-Forêt (aujourd'hui Saint Mary of the Woods), près de Terre Haute, qui eurent une influence prépondérante dans l'évangélisation du Middle West, jusque dans les années 1960. L'ouverture à la colonisation à partir de ces années-là provoque la fondation de nombreuses paroisses. Le Saint-Siège érige le diocèse de Fort Wayne à la fin du XIXe siècle, à partir de territoires du diocèse de Vincennes. La région nord du centre de l'État connaît une croissance du catholicisme, si bien qu'il est décidé en 1944 d'ériger le nouveau diocèse de Lafayette-en-Indiana, à partir de territoires cédés par le diocèse de Fort Wayne. Vingt ans plus tard en 1964, il comprenait 73 822catholiques. Le nombre de paroisses va ensuite augmenter régulièrement, dans un État pourtant marqué par son anti-catholicisme.
Le diocèse est placé sous le patronage de l'Immaculée Conception et ensuite sous celui de Mère Théodore Guérin.

## Ordinaires
- Liste des évêques de Lafayette-en-Indiana

## Territoire
Le diocèse est suffragant de l'archidiocèse d'Indianapolis. Il comprend vingt-quatre comtés de l'État d'Indiana: Benton, Blackford, Boone, Carroll, Cass, Clinton, Delaware, Fountain, Fulton, Grant, Hamilton, Howard, Jasper, Jay, Madison, Miami, Montgomery, Newton, Pulaski, Randolph, Tippecanoe, Tipton et White. Il englobe 62 paroisses. pour une superficie de 25 455 km2.

## Statistiques
- Nombre d'habitants en 1966 :  989 187
- Nombre d'habitants en 2007 : 1 176 736
- Nombre de catholiques en 1966 : 74 551
- Nombre de catholiques en 2007 : 98 003 (8 % de la population)

Le nombre de prêtres, bien qu'en baisse, résiste par rapport à d'autres diocèses américains:
- Nombre de prêtres en 1980: 147 (dont 57 prêtres réguliers)
- Nombre de prêtres en 1999: 139 (dont 19 prêtres réguliers)
- Nombre de prêtres en 2000: 120 (dont 19 prêtres réguliers)
- Nombre de prêtres en 2004: 114 (dont 19 prêtres réguliers)
- Nombre de prêtres en 2007: 114 (dont 19 prêtres réguliers), soit un prêtre pour  860 catholiques
- Nombre de diacres permanents en 2007: 6

Le nombre de religieux est en forte baisse, le manque de vocation affecte de façon spectaculaire surtout les religieuses qui sont en chute libre, passant de 434 religieuses en 1966 à 83 religieuses en 2004. Cela s'explique par la fermeture de nombre d'écoles catholiques et le bouleversement des mœurs, en particulier sexuels et familiaux, à partir des années 1970-1980.
- Nombre de religieux en 2007: 21 (dont 19 prêtres)
- Nombre de religieuses en 2007: 83

Le nombre de paroisses est en progression constante jusque dans les années 1970. Il rest remarquable qu'il n'y ait pas eu de vagues de fermetures.
- Nombre de paroisses en 1950: 49
- Nombre de paroisses en 1966: 61
- Nombre de paroisses en 1990: 63
- Nombre de paroisses en 2007: 62